# Meg Tevelian
Meguerditsch „Meg“ Tevelian (* 1902; † 1976) war ein Gitarrist und Bandleader, der sich sowohl im Jazz als auch im Schlager und der Unterhaltungsmusik betätigte.

## Leben und Wirken
Meg Tevelian, der staatenloser Armenier war, spielte in den späten 1930er-Jahren in Berlin bei Oskar Joost, mit dem 1937 erste Aufnahmen für Grammophon entstanden; 1939 arbeitete er bei Willy Berking und seinen Solisten, außerdem in den Orchestern von Michael Jary und Hans Georg Schultz. In den frühen 1940er-Jahren spielte er u. a. bei Charlie and His Orchestra, Corny Ostermann, Kurt Widmann, Adolf Steimel, Hans Rehmstedt, Horst Winter, Peter Kreuder, Kurt und Gerhard Wehner, Guus Janssen, Benny de Weille, Teddy Kleindin, Willi Stanke, Erhard Bauschke, Primo Angeli, Freddie Brocksieper und Helmut Zacharias.
Bei Televox, einem Berliner Musikalienhandel, in deren Tonstudio in den hinteren Räumen noch 1942 Künstler wie Albert Vossen oder die Wehners Swing-Platten in kleiner Auflage produzierten, spielte auch Tevelian unter eigenem Namen (Kleines Tanz-Orchester Meg Tevelian) in dieser Zeit eine Reihe von „ziemlich unverfänglich[en] und zum Teil laufende[n] Tagesschlager[n]“, aber auch Swing-orientierten Tanzmusik-Nummern ein wie „Am nächsten Tag“ (Franz Grothe; Televox E 900, Pallas 1203), „Yvonne“ (Pallas 1207), „Ararat“ (Pallas 1208), „Die Männer sind schon die Liebe wert“ (Televox E 901), „Heliotrop“ (E 902), „Dich liebe ich“/„Liebe ist wie ein Traum“ (E 903) sowie die Gesangsnummer „Einmal wirst Du wieder bei mir sein“ (1941, mit dem Schuricke-Terzett; Grammophone 11585) aus dem Film Wir tanzen um die Welt. In seiner Band spielten u. a. aus Belgien und den Niederlanden stammenden Musiker Louis Deheas, Rinus van den Broek (tp), André Smit (tb), Tip Tischelaar (p), Cesare Cavaion (b) und Harry van Dyk (dr). In der Nachkriegszeit arbeitete er in Wien bei dem Harmona Orchester Othmar Šerhák, den Record Melodiker (u. a. mit Hans Koller und Viktor Plasil) und der Standard Jazz Band (u. a. mit Fritz Pavlicek). Im Bereich des Jazz war er zwischen 1937 und 1949 an 234 Aufnahmesessions beteiligt.

## Diskographische Hinweise
- Mein Herz hat heut' Premiere – Televox Jam Session 1942 (ed. 2002)
- Swinging Ballroom Berlin – Swing, Jazz & Sweet in historischen Originalaufnahmen, 1926–1943 (ed. 2002)
- Die grossen Tanzorchester – Harry Van Dyk & Meg Tevelian (Universal Jazz, ed. 2003)